# Folkfromhet

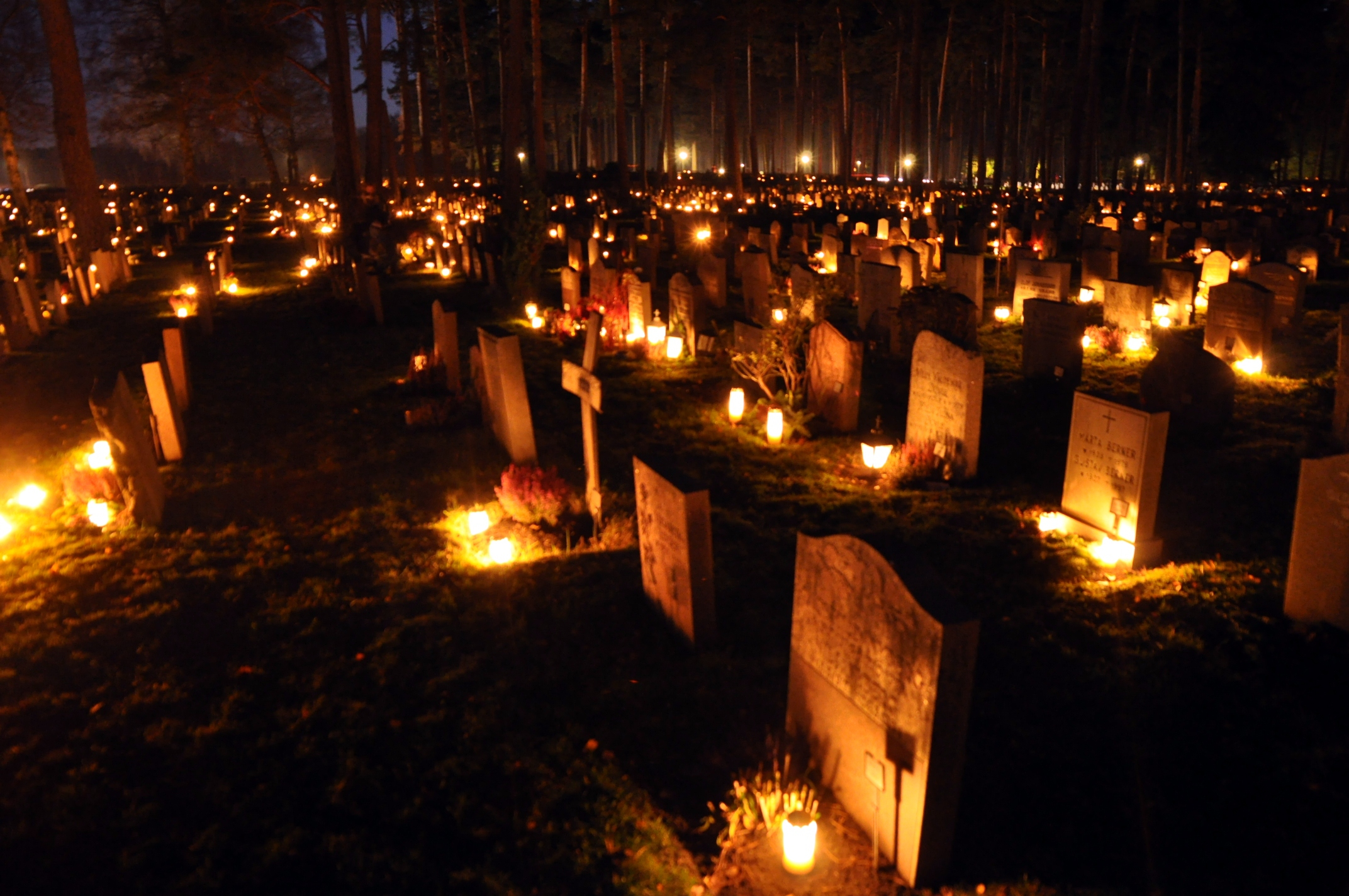
Ljus på gravarna, folkfromhet som blivit etablerad kyrklig praxis.

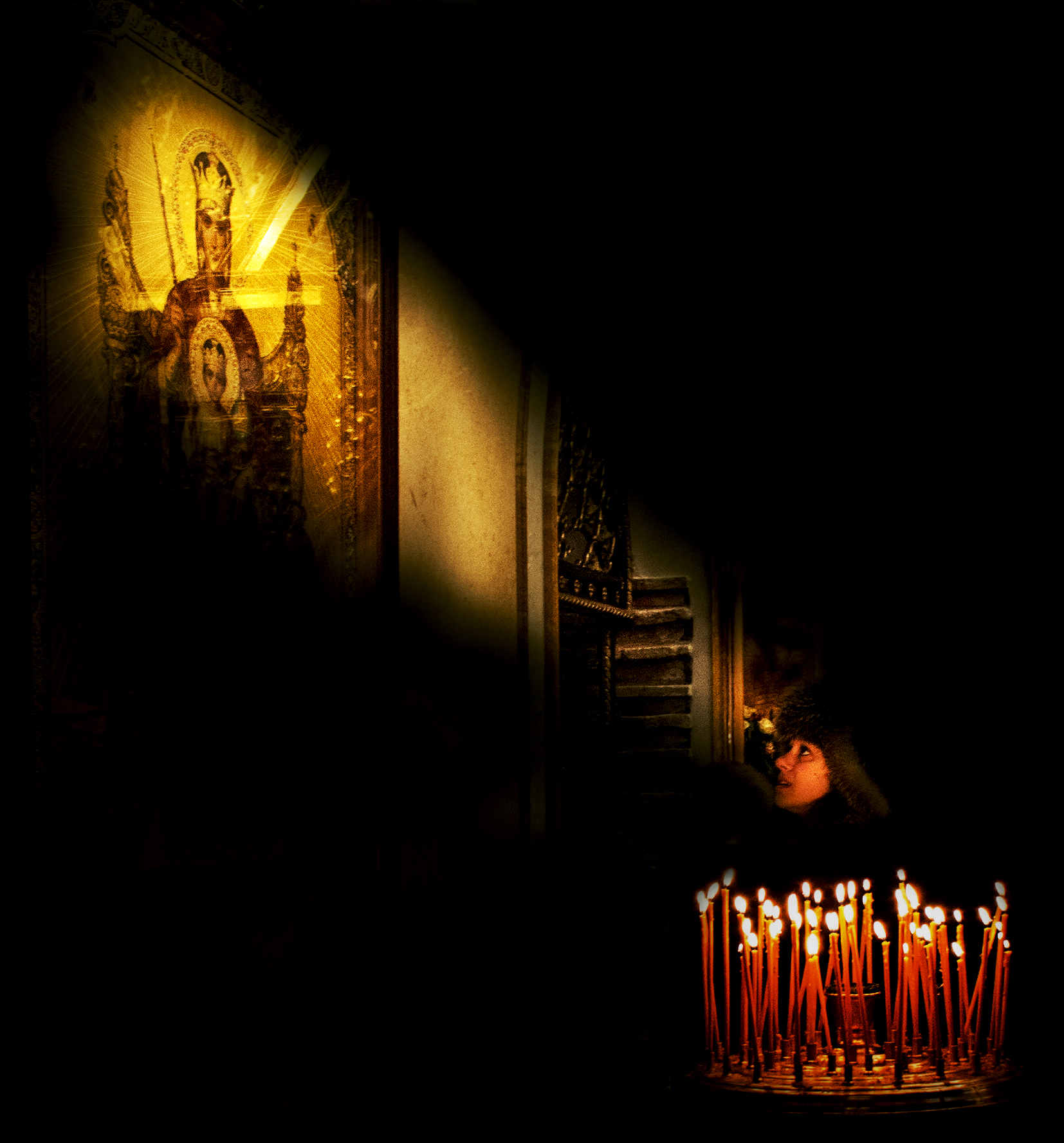
Mariakult i Kiev, Ukraina.

Folkfromhet är religiösa uttryck i breda folklager som på ett tydligt sätt skiljer sig från det officiella kyrkliga fromhetslivet, huvudsakligen inom kristendomen.
Folkfromhetens uttryck varierar lokalt, regionalt och nationellt. Den amerikanske sociologen Robert Redfield har talat om dels "the great tradition", den officiella, skriftligt förmedlade delen av en religion som omfattas av eliten i ett samhälle, dels "the little tradition", en folklig, ibland endast lokal tradition, förmedlad muntligt mellan generationerna. Men gränsdragningen mellan dessa två traditioner är flytande, vilket tydligt framgår av nationella skillnader i "the great tradition". Folkfromheten kan ha mycket olika rötter, från förkristen tid, från äldre katolicism i luthersk tradition, men också från det samtida samhällets etablerade livsåskådningar, seder och synsätt.

## Terminologi
Betydelsen hos ordet ”folkfromhet” kan variera något, delvis beroende på översättning av termer med något olika innebörd. I engelska har termerna folk religion och popular religion ofta använts. Den förra motsvarar det vi kallar traditionell folktro, den senare ”accepterade trosföreställningar som inte har någon egentlig folklig grund utan som underhålls genom att även delar av det religiösa området kommersialiserats. Man kan peka på t.ex. religiösa bestsellers inom bokproduktionen och massproducerad andlig musik.”
I de nordiska länderna används ofta termen ”folkfromhet” (eng. folk piety eller popular piety) för de traditioner som har en klar och tydlig relation till de lutherska kyrkorna, men där trosinnehållet på viktiga punkter avviker från vad kyrkorna egentligen förkunnar.

## Katolsk folkfromhet
Till katolsk folkfromhet räknas vanligen helgondyrkan, relikkult, vallfärder. Dessa religiösa yttringar är så tydligt relaterade till den officiella religionen att man ofta talar om ”folkkatolicism”.
Böner till Maria är kända från 300-talet, mest känd är Ave Maria. Att be till Maria anses vara något annat än att åkalla ett helgon (men tillbedjan är förbehållen Gud och Kristus). I folkfromhet har denna skillnad inte alltid upprätthållits. Också efter reformationen levde Mariaböner kvar i svensk folktradition, ofta i förvanskad form, som "signerier och besvärjelser".

## Lutherdomens folkfromhet
I Sverige finns sedan gammalt en blandning av gamla folkliga seder och föreställningar och kyrkliga traditioner som tydligt kommer till uttryck i högtiderna. Det är många gånger svårt att urskilja vad som är vad.
Kyrkobyggnader och kyrkogård ses som ett uttryck för samband och kontinuitet mellan generationerna. De uppfattas som traditionsbärare i samband med till exempel dop, konfirmation, bröllop, begravning eller årets högtider.
Folkfromheten i Sverige är präglad av en förhållandevis opersonlig gudsbild. ”Kristus intar en förhållandevis undanskymd plats i den religiösa föreställningsvärlden och är mera en förebild för människorna än deras frälsare; det är då naturligt att bönen sällan riktas till honom. Nutidens allmänreligiositet bygger i viss mån vidare på denna folkreligiositet men innehåller ofta också panteistiska inslag, och dessa utsträcks så att naturen får karaktär av helighet.”